# 박수빈 (축구 선수)
박수빈(朴秀彬, 1999년 9월 22일~)은 대한민국의 축구 선수이다.

## 어린 시절
광운대학교 시절 4년 동안 팀의 핵심 선수로 뛰며 주장직을 맡기도 했다.

## 구단 경력
2022년, J3리그의 FC 이마바리에 입단했다.